# Валхала
Валхала је, у германској и нордијској митологији, пребивалиште ратника палих у боју. Појам „Валхала” јавља се још у викиншка времена, али је ипак новија појава у односу према старијем веровању, по којем сви погинули иду у подземље.